# Zeteváraljai víztározó
A zeteváraljai víztározó (románul Barajul Zetea, am. „zetalaki gát”) Romániában, Erdélyben, Hargita megyében, Zeteváralja közelében található. A Nagy-Küküllő felső szakaszának egyetlen mesterséges tava.
Építése 1976-ban kezdődött, és 1992-ben fejeződött be. A cél árvízvédelem és folyószabályozás volt, de a helyiek energetikai, idegenforgalmi és környezetvédelmi célok szolgálatát is remélik tőle. Az építés során kb. 3 millió m³ földet mozgattak meg, több mint 70 000 m³ betont használtak fel. A munkálatokat közel 300 ember végezte. A vízgyűjtő tó jelentősége akkor látható igazán, amikor például a közeli Nyikó mentén az évente ismétlődő árvizek tetemes anyagi károkat okoznak.
A víztározó egyrészt védi a völgymenetben elterülő településeket a levonuló árvizektől, másrészt  tartós szárazság esetén biztosítja a Nagy-Küküllő megfelelő vízhozamát.
Az Y alakú víztározó 49 millió köbméter vizet tud befogadni, a mesterséges tó hossza 2,6 km, amelyből 1,4 km az egykori Nagy-Küküllő hosszában terül el. A vízfelület szélessége 400–800 méter, a két elágazásban, a Nagy-Küküllő és a Sikaszó mentén pedig 150–200 m között váltakozik.

## Halfajták
A tóban élő halfajták a kezdetben a tóba ömlő patakokból bevándorolt halakból tevődött össze. Legjelentősebb mennyiségben a domolykók voltak jelen, őket követték a pisztrángok, amelyek a hatalmas vízfelületnek köszönhetően korlátlanul tudtak növekedni, mára 10 kilót meghaladó példányokat is rejt a víz. A halállomány azonban az évek során jelentősen bővült – többek közt telepítéssel is –, és került a vízbe kárász, ponty, harcsa, süllő, csuka, paduc, dévér, menyhal, valamint valószínűleg a véletlen folytán sügérek is.

## Külső hivatkozások
- Hargita Megyei Innovációs és Inkubációs Szövetség honlapja

### Képek
- Képek Ivóról, Zeteváraljáról és a víztározóról – Erdély szép.hu
- Képek a zeteváraljai víztározóról – Erdély szép.hu
- Fényképfelvételek a www.terjhazavandor.ro oldalán